# Kylmäjärvi (sjö i Kajanaland, lat 64,52, long 29,37)
Kylmäjärvi är en sjö i Finland. Den ligger i kommunen Hyrynsalmi i landskapet Kajanaland, i den centrala delen av landet, 500 km nordost om huvudstaden Helsingfors. Kylmäjärvi ligger 213 meter över havet. Arean är 28 hektar och strandlinjen är 3,47 kilometer lång. Sjön  ingår i Uleälvens huvudavrinningsområde. 